# Абдулла, Абдулла Ахмед
Абдулла Ахмед Абдулла (араб. عبد الله أحمد عبد الله‎; 6 июня 1963 — 7 августа 2020), также известный как Абу Мохаммед аль-Масри — высокопоставленный член руководства террористической организации Аль-Каида. Разыскивался властями США за его предполагаемую роль во взрывах в посольствах США в странах Африки в 1998 году: в Дар-эс-Саламе (Танзания) и Найроби (Кения). Был известен как самый опытный планировщик операций «Аль-Каиды» и считался вторым лицом в руководстве организации.
В ноябре 2020 года газета The New York Times сообщила, что 7 августа 2020 года Абдулла был убит в Иране агентами Израиля.

## Гибель
Согласно сообщению New York Times, Абдулла жил в Иране с 2003 года, в том числе, с 2015 года — в районе Пасдаран в Тегеране. По сообщению газеты, был убит 7 августа 2020 года бойцами израильского спецназа, обстрелявшими автомобиль Абдуллы с проезжающего мотоцикла. Вместе с Абдуллой была убита его дочь — вдова сына Усамы бин Ладена.